# Président (gâteau)
Pour les articles homonymes, voir Président (homonymie).
Le Président est un gâteau au chocolat créé en 1975 par le chocolatier lyonnais Maurice Bernachon à l'occasion de la remise de la Légion d'honneur au chef cuisinier Paul Bocuse par le président de la République, Valéry Giscard d'Estaing.

## Composition
Le Président se compose d'une génoise de chocolat praliné aux noisettes, truffée de bigarreaux blancs confits (grosses cerises jaunes, fruits du merisier) et coiffée de copeaux de chocolat,,.

## Histoire
Le gâteau est baptisé de ce nom le 25 février 1975, lors du banquet organisé au palais de l'Élysée à la suite de la cérémonie officielle de remise de la Légion d'honneur au chef cuisinier lyonnais Paul Bocuse. Le gâteau au chocolat de Maurice Bernachon reçut le nom de « Président » en l'honneur du président de la République Valéry Giscard d'Estaing.
Au menu de ce banquet figuraient également une « soupe aux truffes noires », par Bocuse, une « escalope de saumon de Loire à l'oseille », cuisinée par Jean et Pierre Troisgros, et un « canard Claude Jolly », création de Michel Guérard.
Les chefs Roger Vergé (« petites salades du Moulin ») et Alain Chapel participèrent également à l'élaboration de ce festin, l’Élysée fournissant des vins prestigieux (Montrachet Romanée-conti 1970, château Margaux 1926, morey-saint-denis Dujac 1969, champagne Louis Roederer 1926, et grand bas-armagnac Laberdolive 1893),.